# Copa de Campeones de la Concacaf 2026
La Copa de Campeones de la Concacaf 2026 será la 61.ª edición de la competición de clubes masculinos de fútbol de la Concacaf. 
El C. F. Cruz Azul es el campeón defensor del título del torneo, en la edición de 2025 derrotó en la final a Vancouver Whitecaps por un marcador de 5–0.

## Formato
Esta edición se jugará en un formato de eliminación directa y se conforma de cinco rondas: primera ronda, octavos de final, cuartos de final, semifinales y final. Las primeras cuatro rondas incluyen partidos de ida y vuelta, mientras que la final se disputará a partido único en un fin de semana. Del total de 27 clubes, 22 comenzaron a jugar en la primera ronda y 5 recibieron pase directo a los octavos de final.

## Distribución de cupos
|            |                                | Participantes                                                                                       |
| ---------- | ------------------------------ | --------------------------------------------------------------------------------------------------- |
| 27 equipos | Zona Norteamérica (18 equipos) | - 3 clubes de la Leagues Cup - 3 clubes de Canadá - 6 clubes de Estados Unidos - 6 clubes de México |
| 27 equipos | Zona Centroamérica (6 equipos) | - 6 clubes de la Copa Centroamericana                                                               |
| 27 equipos | Zona Caribe (3 equipos)        | - 3 clubes de la Copa Caribeña                                                                      |

## Calendario
Aun por definir.

## Equipos participantes
En negrita los equipos que ingresan directamente a los octavos de final. El resto de equipos ingresan a la fase preliminar.
En cursiva los equipos debutantes.
| País o Región                  | Equipo                                                    | Vía de clasificación |
| ------------------------------ | --------------------------------------------------------- | --- |
| Canadá 3 cupos                 | Canadá 1 Canadá 2 Canadá 3                                | Campeón de la Canadian Premier League 2025 Ganador de la temporada regular de la Canadian Premier League 2025 Campeón del Campeonato Canadiense de Fútbol 2025 |
| Caribe 3 cupos                 | Caribe 1 Caribe 2 Caribe 3                                | Campeón de la Copa Caribeña de la Concacaf 2025 Subcampeón de la Copa Caribeña de Concacaf 2025 3.er puesto de la Copa Caribeña de Concacaf 2025 |
| Centroamérica 6 cupos          | UNCAF 1 UNCAF 2 UNCAF 3 UNCAF 4 UNCAF 5 UNCAF 6           | Campeón de la Copa Centroamericana de Concacaf 2025 Subcampeón de la Copa Centroamericana de Concacaf 2025 Semifinalista de la Copa Centroamericana de Concacaf 2025 Ganador del repechaje 1 de la Copa Centroamericana de Concacaf 2025 Ganador del repechaje 2 de la Copa Centroamericana de Concacaf 2025                                                          |
| Estados Unidos 6 cupos         | USA 1 USA 2 USA 3 USA 4 USA 5 USA 6                       | Campeón de la Major League Soccer 2025 Campeón de la Lamar Hunt U.S. Open Cup 2025 Ganador del MLS Supporters' Shield 2025 Campeón de la conferencia opuesta al campeón del MLS Supporters' Shield 2025 1.er ubicado de la tabla general de la Major League Soccer 2025 2.º ubicado de la tabla general de la Major League Soccer 2025                                |
| México 6 cupos                 | Toluca América Monterrey Cruz Azul Tigres UANL Pumas UNAM | Campeón del Torneo Clausura 2025, mejor ubicado en la temporada 2024-25 Campeón del Torneo Apertura 2024, segundo mejor ubicado en la temporada 2024-25 Subcampeón del Torneo Apertura 2024 1.er ubicado de la tabla general de la temporada 2024-25 2.º ubicado de la tabla general de la temporada 2024-25 3.er ubicado de la tabla general de la temporada 2024-25 |
| Unión Norteamericana de Fútbol | NAFU 1 NAFU 2 NAFU 3                                      | Campeón de la Leagues Cup 2025 Subcampeón de la Leagues Cup 2025 3.er puesto de la Leagues Cup 2025 |